# Fabriciola ghardaqa
Fabriciola ghardaqa är en ringmaskart som beskrevs av Banse 1959. Fabriciola ghardaqa ingår i släktet Fabriciola och familjen Sabellidae. Inga underarter finns listade i Catalogue of Life.